# BON JOVI (パチスロ)
『BON JOVI』（ボン・ジョヴィ）は、北電子が2009年6月に発売したパチスロ5号機。保安通信協会（保通協）における型式名は「ボンジョビ5」。
その名の通り世界的に人気のロックバンド、ボン・ジョヴィとのタイアップ機。ボン・ジョヴィのデビュー25周年を記念して発売される。

## 概要
同社の『ジャグラー』シリーズなどと同様に、リール左下に告知ランプとして「BON JOVI」ランプを持ち、同ランプが点灯するとボーナスが確定する。ただし『ジャグラー』シリーズと違い、基本的にボーナス成立時には液晶画面による演出を伴い、ボーナス成立から数ゲーム経過後にランプが点灯する（つまり完全告知機ではない）。
ビッグボーナスは345枚を超える払い出しで終了し（純増は平均約307枚）、レギュラーボーナスは134枚を超える払い出しで終了する（純増約129枚）。なおレギュラーボーナスで最大獲得枚数である129枚を得るには、ボーナス中に左リール中段に赤7をビタ押ししてスイカ（ボーナス中は14枚役）を1回獲得する必要がある。
演出面では14.9インチのワイド液晶画面を搭載しており、画面にはボン・ジョヴィのメンバー全員が登場するほか、演出内容もメンバーが完全監修していることを売りにしている。またビッグボーナス中にはボン・ジョヴィのヒット曲の中から好きな曲を選んでBGMとして流すことができる。なお選べる曲は下記の5曲＋シークレット1曲の計6曲。
- Runaway
- Livin' On A Prayer
- You Give Love a Bad Name
- It's My Life
- Have A Nice Day

## 開発の経緯
『パチスロ必勝ガイド』（白夜書房）誌による関係者へのインタビューによれば、元々北電子社内にボン・ジョヴィのファンが多く、2005年に「ダメもとで話だけでもしてみよう」とのことで関係者に打診してみたところ好感触を得たため交渉を進め、最終的に2006年の「Have A Nice Day Tour」日本公演のため来日したメンバーと直接接触して快諾を得たことで正式に開発がスタート（ちなみにこのときに、パチスロ機で使用している実写や音声などの素材収録を行ったとのこと）。
その後2007年末までにほぼ開発は完了し、2008年1月に「Lost Highway Tour」のため来日したメンバーに完成した実機を見せ、今度は広告宣伝用に使うスチール写真等の撮影を行ったという。しかしその後保通協における型式試験に落ち続けたため（同社によれば「5回目の試験でやっと合格した」とのことで、型式名が「ボンジョビ5」となっている点にもそれが現れている）、正式発売は2009年6月までずれ込む結果となった。
ちなみにメンバーはパチスロ機の開発にあたってはかなり協力的だったとのことで、「Have A Nice Day Tour」の際には「ツアー前の共同記者会見でこのことを公表したい」と申し出があったほか、「Lost Highway Tour」の際も完成した実機を前にして「ライブのステージ上にこれを20台ほど並べてお披露目したい」と提案してきたというが、日本の法規制等の問題もあり、北電子側はどちらも断らざるを得なかった。

## スペック
※メーカー発表値。
| 設定 | BIG確率 | REG確率 | 合成確率 | 機械割  | ベース値 |
| ---- | ------- | ------- | -------- | ------- | -------- |
| 1    | 1/280.1 | 1/489.1 | 1/178.1  | 96.60%  | 51.76%   |
| 2    | 1/270.8 | 1/471.5 | 1/172.0  | 98.00%  | 51.76%   |
| 3    | 1/260.1 | 1/436.9 | 1/163.0  | 101.02% | 52.87%   |
| 4    | 1/251.1 | 1/409.6 | 1/155.7  | 103.52% | 53.65%   |
| 5    | 1/244.5 | 1/378.8 | 1/148.6  | 105.84% | 54.43%   |
| 6    | 1/240.1 | 1/316.6 | 1/136.5  | 108.34% | 54.43%   |